# Liste der Baudenkmäler in Heerdt
Die Liste der Baudenkmäler in Heerdt enthält die denkmalgeschützten Bauwerke auf dem Gebiet von Düsseldorf-Heerdt, Stadtbezirk 4, in Nordrhein-Westfalen. Diese Baudenkmäler sind in der Denkmalliste der Stadt Düsseldorf eingetragen; Grundlage für die Aufnahme ist das Denkmalschutzgesetz Nordrhein-Westfalen (DSchG NRW).

## Baudenkmäler
| Bild                            | Bezeichnung                     | Lage                                                                                            | Beschreibung | Bauzeit          | Eingetragen seit   | Denkmal- nummer |
| ------------------------------- | ------------------------------- | ----------------------------------------------------------------------------------------------- | --- | ---------------- | ------------------ | --------------- |
| weitere Bilder                  | St. Benediktus                  | Alt-Heerdt 1 (vor 1909 Oberstraße) Karte                                                        | Quadratisches Gotteshaus, dreischiffig. Kirchturmhöhe 65 Meter. Glocken: Benediktglocke 1950, Marienglocke 1956, Josephglocke 1956, Anton-Elisabethglocke 1973 Im Inneren: Romanischer Taufstein aus den 10. bis 11. Jahrhundert. Renaissancekanzel um 1570, der Kanzelkorb mit Evangelisten und Kirchenheiligen, restauriert in 1887. Am Hochaltar Gemälde von 1879 Christus mit Maria und Johannes des Malers Heinrich Lauenstein. Kruzifix Christus am Kreuz von 1748. | 1844–1847        | 8. März 1985       | A 864           |
| weitere Bilder                  |                                 | Alt-Heerdt 7 Karte                                                                              | Gebäude der Pfarrgemeinde St. Benedikts; Architekt Wilhelm Sültenfuß. | 1904             | 26. August 1986    | A 992           |
| weitere Bilder                  | Pfarrbüro St. Benediktus        | Alt-Heerdt 9 Karte                                                                              | 1901 Bau des Pfarrhaus „St. Benediktus“, Architekt Wilhelm Sültenfuß. Am Gebäude eine Skulptur des Benedikt von Nursia, den Ordensheiligen der Neusser Benediktinerinnen. Im Pfarrgarten (Alt-Heerdt 9) befindet sich der älteste Grabstein, von 1652, vom alten Kirchhof. | 1901             | 26. August 1986    | A 993           |
| Gebäude des Hafenmeisters       | Gebäude des Hafenmeisters       | Alt-Heerdt 110 Karte                                                                            | Bauunternehmer: Benedikt Bahners (1875–1935) | ca. 1905         | 25. April 1983     | A 342           |
|                                 |                                 | Alt-Heerdt 112 Karte                                                                            | Bauunternehmer: Benedikt Bahners; Hauszeichen farbiges Relief Konditor und Bäcker Lenzen | 1906             | 25. April 1983     | A 343           |
| Wohnhaus                        | Wohnhaus                        | Am Heerdter Hof 2 (vor 1909 Deichstraße) Karte                                                  | | 18. Jh.          | 15. April 1988     | A 1114          |
| weitere Bilder                  | Wohnhaus                        | Hymgasse 20 Karte                                                                               | | 19. Jh.          | 20. Oktober 1983   | A 451           |
| weitere Bilder                  | ehemalige Vikarie               | Hymgasse 22 Karte                                                                               | Um 1744 hatten die Eltern des Düsseldorfer Hofkammerrates Pool den Wetzel Hof (heute Küppers Bierstuben) erworben. Der 1787 kinderlos gestorbene Pool hatte testamentarisch eine Stiftung bestimmt, mit der die Vikarie geschaffen wurde. 1791 wurde an der heutigen Hymgasse das Vikariegebäude errichtet, über dem Hauseingang das Poolsche Wappen. | 1791             | 15. Dezember 1983  | A 495           |
| weitere Bilder                  | Betriebshof Heerdt              | Kevelaerer Straße 1–5, Eupener Straße 2 (vor 1909 Uerdinger Straße, Weissenberger Straße) Karte | Architekt war Eduard Lyonel Wehner für die Rheinische Bahngesellschaft AG | 1928             | 20. Mai 1997       | A 1419          |
| Öffentlicher Versorgungsbetrieb | Öffentlicher Versorgungsbetrieb | Neuwerker Straße 20 Karte                                                                       | | 1914             | 25. März 1994      | A 1287          |
| weitere Bilder                  | Küppers Bierstuben – Wetzel Hof | Nikolaus-Knopp-Platz 29 (bis 1930 Dorfstraße) Karte                                             | Der Wetzel Hof, bereits 1578 urkundlich erwähnt, ist eines der ältesten Gebäude der Stadt Düsseldorf. Vormals landwirtschaftlicher Gutsbesitz wurde der Hof vor etwa 100 Jahren Gaststätte. Seit 1878 wird die Gaststätten-Tradition von Mitgliedern der Familie Kippers gepflegt. | 1578 und 19. Jh. | 4. Januar 1984     | A 507           |
| weitere Bilder                  | Bunkerkirche St. Sakrament      | Pastor-Klinkhammer-Platz 1, Kevelaerer Straße 24 Karte                                          | | 1940, 1948–1949  | 24. März 1995      | A 1343          |
| weitere Bilder                  | Verwaltungsgebäude              | Rheinallee 9 Karte                                                                              | Architekt Vieleck im Architekturbüro Hentrich, Petschnigg und Partner (HPP) | 1967–1968        | 18. Juni 2013      | A 1630          |
| weitere Bilder                  | Wohnhaus                        | Rheinallee 15 (vor 1909 Rheinstraße) Karte                                                      | Der Architekt Richard Hultsch erbaute das Wohnhaus im Neubarocken Stil auf der Rheinallee, damals Nr. 4. | 1903–1904        | 7. September 1989  | A 1190          |
| weitere Bilder                  | Rhein-Haus                      | Werftstraße 1 Karte                                                                             | Das Haus Ecke Werftstraße und Alt-Heerdt mit dem Schriftzug „Rhein-Haus“, erbaut nach den Plänen des Architekten Heinrich Fedler, stammt aus der Gründerzeit des Heerdter Stadtteils und wurde zuletzt als Büroimmobilie genutzt. Seit 2019 befindet sich hier die private bürgerliche „Stiftung für Heerdt“ mit der bestehende und künftige gemeinnützige Projekte im Stadtteil gefördert werden.                                                                        | 1910             | 25. April 1983     | A 345           |
| Verwaltungsgebäude              | Verwaltungsgebäude              | Wiesenstraße 32 Karte                                                                           | Architekt war Theodor Balzer für die Rheinwerk Meisenburg & Saß GmbH (Blechwarenfabrik und Verzinkerei). | 1925–1926        | 16. November 1995  | A 1370          |
| Wasserturm                      | Wasserturm                      | Wiesenstraße 61 Karte                                                                           | | 1892             | 24. September 1990 | A 1214          |